# 伊集院久治
伊集院 久治（いじゅういん ひさはる、天文3年（1534年） - 慶長12年10月28日（1607年12月17日））は、戦国時代から江戸時代初期にかけての武将。島津氏の家臣。通称は三郎兵衛、右衛門兵衛尉。受領名は下野守。法号は抱節。

## 略歴
久治の家は島津家の重臣である伊集院忠朗とは別流で、伊集院氏5代忠国から分かれた家である。日向国福島、薩摩国桜島・市来・出水、大隅国高山の地頭を務めた。
天正8年（1580年）、阿蘇氏の家臣中村惟冬の守る肥後国矢崎城・綱田城攻めに従軍。天正14年（1586年）には大友氏攻略のため豊後国諸城を攻めるなど九州各地を転戦した。豊臣秀吉による九州平定後に行われた九州国分で、秋月種実に日向櫛間が与えられると、同地を支配していた久治は、これに抵抗して半年間に渡って櫛間城から退去することを拒んだ。天正19年（1591年）から慶長10年（1605年）まで島津氏の家老として義久・義弘・家久の三代に仕えるが、翌慶長11年（1606年）義久と天草城を巡る意見の相違から家老を辞した。
慶長12年（1607年）、死去。

## 系譜
- 父：伊集院久通
- 母：不詳
  - 養子：伊集院久元[1]